# Symphlebia catenata
Symphlebia catenata är en fjärilsart som beskrevs av William Schaus 1905. Symphlebia catenata ingår i släktet Symphlebia och familjen björnspinnare. Inga underarter finns listade i Catalogue of Life.